# Dengeki Bunko
Dengeki Bunko (電撃文庫?) è un'etichetta editoriale giapponese appartenente alla ASCII Media Works (in precedenza nota come la MediaWorks). L'azienda è stata fondata nel giugno 1993 e produce light novel che mirano prevalentemente a un pubblico maschile. Gli editori di questa casa hanno la reputazione di essere alla costante ricerca di nuovi talenti, anche grazie al Premio Dengeki Novel, un concorso annuale per autori emergenti di light novel.

## Alcune light novel pubblicate dalla Dengeki Bunko
- A Certain Magical Index
- Accel World
- Allison
- Baccano!
- Bokusatsu tenshi Dokuro-chan
- C3
- Can a Boy-Girl Friendship Survive?
- Denpa onna to seishun otoko
- Disgaea: Hour of Darkness
- Dokkoider
- Dream Knocker
- Durarara!!
- Eromanga-sensei
- Figure 17
- Genso Suikoden
- Girly Air Force
- Gokudō-kun Man-yūki Gaiden
- Golden Time
- Growlanser
- Gunparade March
- Hanbun no tsuki ga noboru sora
- Hataraku maō-sama!
- Heavy Object
- I May Be a Guild Receptionist, But I'll Solo Any Boss to Clock Out on Time
- Inukami!
- Iriya no sora, UFO no natsu
- Kakumeiki Valvrave
- Kami-sama no memo-chō
- Kashimashi: Girl Meets Girl
- Kino no tabi
- Kurogane Communication
- Kyōkaisen-jō no Horizon
- Ladies versus Butlers!
- Lillia to Treize
- Mahōka kōkō no rettōsei
- Meg to Seron
- Nanatsuiro Drops
- Netoge no yome wa onna no ko janai to omotta?
- Nogizaka Haruka no himitsu
- Ōkami-san
- Onegai Twins
- Ore no imōto ga konna ni kawaii wake ga nai
- Ore o suki na no wa omae dake ka yo
- Pitaten
- Please Teacher!
- Raimuiro senkitan
- Sakura-sō no pet na kanojo
- Sakura Wars
- Shakugan no Shana
- Shinigami no Ballad
- Sōkyū no Fafner
- Spice and Wolf
- Starship Operators
- Strawberry Panic!
- Strike the Blood
- Sword Art Online
- Sword Art Online: Alternative
- Tales of Xillia
- Tantei Opera Milky Holmes: Overture
- Toradora!
- Ultimate Girls
- Wagaya no Oinari-sama.
- Watashitachi no Tamura-kun
- Zettai shōnen